# سلکسور
سلکسور (به فرانسوی: Saulxures) یک کمون در فرانسه با جمعیت ۵۲۵ نفر است که در Canton of Saales واقع شده‌است.